# Янчеп (национальный парк)
Янчеп — национальный парк в Западной Австралии, расположенный в 42 км (26 милях) к северу от Перта. Парк известен своими пещерами, настоящим бушем и колониями коал. Также действуют образовательные программы, предоставляемые в сотрудничестве с местными аборигенами нунгар. Управляется Департаментом природы и парков Австралии.

## История
Аборигены использовали это место в качестве охотничьих угодий. Первым европейцем, побывавшим в Янчепе, был Джон Батлер, фермер, в 1834 году попавший туда во время поисков пропавшего скота и обнаруживший, что на территории проживаю аборигены. Затем исследователи и колониальные деятели обратили внимание на пещеры и изучили местность более подробно. В 1901 году первый белый человек построил здесь свой дом. Национальный парк был основан в 1957.

## Флора и фауна
В парке растут такие растения (в том числе деревья), как банксия, чайное дерево, Eucalyptus gomphocephala, Corymbia calophylla, казуариновые, Eucalyptus marginata. Много диких цветов, например янчепская роза, анигозантос.
Парк является местом обитания нескольких видов млекопитающих-эндемиков Австралии, включая малого бандикута, западного серого кенгуру и один из валлаби. Организация BirdLife International отмечает его важность для птиц, особенно поддержания популяции из нескольких тысяч белохвостых траурных какаду в сезон, когда они не размножаются.